# دانشگاه پیزا

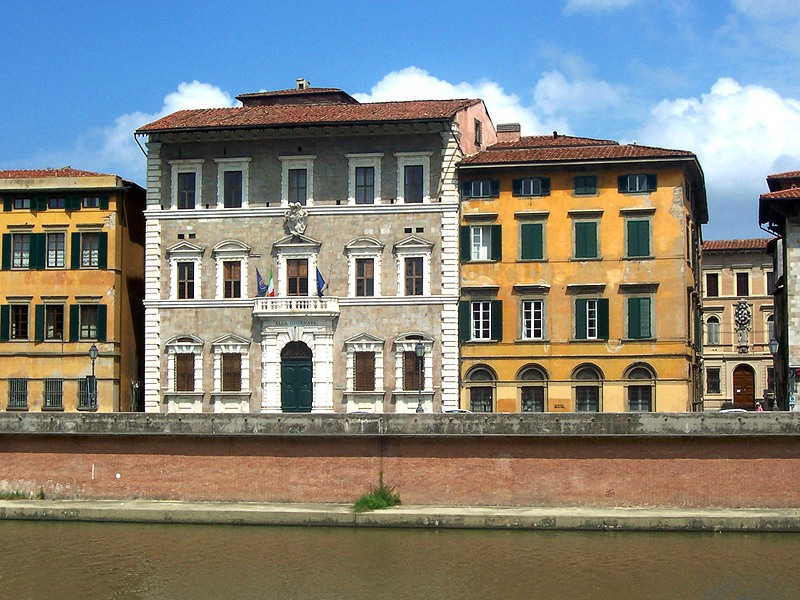
دانشگاه پیزا

دانشگاه پیزا (ایتالیایی: Università di Pisa، UniPi) یک دانشگاه دولتی واقع در پیزا، ایتالیا است.